# アーントーン県

アーントーン県
จังหวัดอ่างทอง

- この項目は英語版を元に作成されています。

アーントーン県（アーントーンけん、タイ語: จังหวัดอ่างทอง）はタイ王国・中部の県（チャンワット）の一つ。シンブリー県、ロッブリー県、アユタヤ県、スパンブリー県と接する。

## 地理
アーントーン県はチャオプラヤー川とノーイ川に囲まれており、目立った山地や山がない。代わりに、数々の運河が広がり、稲作に適した平地が広がっている。

## 歴史
アーントーンは元々、歴史的にウィセートチャイチャーンと言う名前でしられた町でアユタヤー王朝時代には、軍事要所であった。その後タークシン王のトンブリー王朝時に現在の場所へ町が移動された。

## 県章

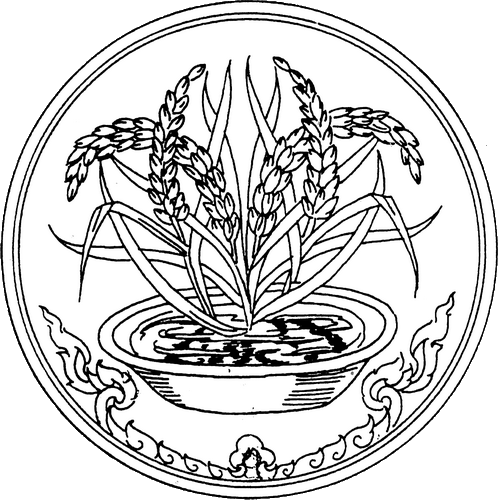
県章

県章には米がデザインされている。これはアーントーンが平地で、稲作に適した土地であることを示すものである。
県木はベンガルガキ（Diospyros malabarica）である。

## 行政区
アーントーン県は7の郡（アムプー）に分かれ、その下に73の町（タムボン）と、513の村（ムーバーン）がある。
郡
1. ムアンアーントーン郡
2. チャイヨー郡（タイ語版）
3. パーモーク郡（タイ語版）
4. ポートーン郡（タイ語版）
5. サウェーンハー郡（タイ語版）
6. ウィセートチャイチャーン郡（タイ語版）
7. サームコー郡（タイ語版）